# Shibata Sosuke
Sosuke Shibata (sinh ngày 26 tháng 5 năm 2001) là một cầu thủ bóng đá người Nhật Bản.

## Sự nghiệp câu lạc bộ
Sosuke Shibata đã từng chơi cho Shonan Bellmare.